# ونیز (یوتا)
ونیز، یوتا (به انگلیسی: Venice, Utah) یک منطقهٔ مسکونی در ایالات متحده آمریکا است که در شهرستان سویر، یوتا واقع شده‌است.

## خصوصیات
ونیز ۱٬۵۹۱٫۹۹ متر بالاتر از سطح دریا واقع شده‌است.